# Acanthomyrmex minus
Acanthomyrmex minus (лат.) — вид муравьёв (Formicidae) рода Acanthomyrmex из подсемейства Myrmicinae. Встречается в Юго-Восточной Азии: остров Суматра, округ Паданг-Париаман индонезийской провинции Западная Суматра.

## Описание
Мелкие муравьи (рабочие 2,5 мм; солдаты 2,8 мм; матка 2,5 мм) с большеголовыми солдатами (крупными рабочими). Тело красновато-коричневое. От близких видов отличается следующими признаками: гладким и непунктированным лбам и вертексу, меньшему размеру тела (длина головы HL 1,58 мм, ширина HW 1,60 мм) у крупных рабочих и прямому дорсальному краю узелка петиоля у крупных и мелких рабочих; тело красновато-коричневое. Усики 12-члениковые, булава состоит из 3 сегментов. Вид был впервые описан в 1998 году японскими мирмекологами Мамору Тераямой (University of Tokio, Токио, Япония), Фуминори Ито (Kagawa University) и бельгийским энтомологом Бруно Гобином (Zoological Institute, Leuven, Бельгия), и включён в состав видовой группы notabilis.